# Club Ciclista Amanecer
El Club Ciclista Amanecer ( nombre completo Club Ciclista Social y Deportivo Amanecer), es una institución deportiva uruguaya dedicada principalmente al ciclismo.

Fue fundada el 2 de abril de 1952, en el barrio de Aires Puros de Montevideo y el color de su maillot es amarillo con franjas verdes.

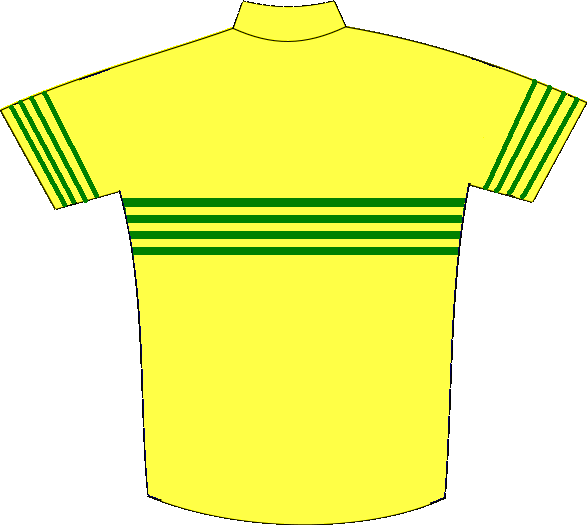
Casaca de Club Ciclista Amanecer

## Historia
La fundación fue en el barrio Aires Puros, cercano a las costas del arroyo Miguelete. Un grupo de amigos reunidos una noche decidieron formar un club ciclista y como al tomar la decisión ya estaba por amanecer, así surgió el nombre del club. Para los colores de la institución eligieron el verde y el amarillo.
Su primera sede fue una casa de madera hasta que a pocos años de su fundación, gracias a una “campaña barrial” que incluyó colectas populares,se comenzó a recaudar los fondos necesarios para comprar un terreno propio para la sede social. El terreno donde se empezó la construcción de la sede, es en el mismo donde está hoy en día, en la calle Pantaleón Artigas entre Ipiranga y Celedonio Rojas. 
El club también cuenta con una cancha de bochas, ya que el club está afiliado a la liga departamental.
El socio fundador n.º 1 es Juan Carlos "Hueso" Di Cono. 

### Actuación en las principales competencias de Uruguay

#### Mil Millas Orientales
Una de las primeras figuras que pasó por el club fue Rodolfo Villanueva quién culminó 5º en las Mil Millas Orientales de 1958. En 1962 obtuvo la primera victoria de relevancia al conquistar Félix Mariani dicha competencia ya desaparecida y en 1966 Saúl Alcántara, culminaba 4º en la clasificación general.

#### Rutas de América
En la competencia organizada por el Club Ciclista Fénix, el Amanecer triunfó por primera vez en la 9.ª edición (1980) por intermedio de Carlos Alcántara y repitió en 1988 con Federico Moreira.

#### Vuelta Ciclista del Uruguay
En la prueba más importante de Uruguay, el club debió esperar hasta 1979 para ganar la clasificación general por intermedio de Gerardo Bruzzone. Luego, en un lapso de 8 años, conquistó 4 veces la competencia con Federico Moreira (1986 y 1989) y José Asconeguy (1987 y 1993).
El mejor momento del club a nivel deportivo fue a partir de la temporada 1985-86 hasta 1990, cuando logró reunir en sus filas a los mejores ciclistas uruguayos de esa época.
Para esa temporada 85-86 Federico Moreira, José Asconeguy, Ricardo Rondán, Alberto Larroca, Jorge Mansilla y Ramiro Vidal ficharon por el club y lograron un récord de 10 carreras ganadas en 10 competidas.
Luego de 1993 no obtuvo resultados relevantes hasta 2006 cuando Néstor Pías venció en la Vuelta Ciclista del Uruguay aunque luego se le retiró la victoria por un control antidopaje positivo.

## Palmarés
Rutas de América
- Por equipos: 1980, 1987 y 1988.
- General individual

Carlos Alcántara: 1980.
Federico Moreira: 1988.
General Sub-23: 2013. Sixto Nuñez 
Vuelta Ciclista del Uruguay
- General individual

Gerardo Bruzzone: 1979.
Federico Moreira: 1986 y 1989.
José Asconeguy: 1987 y 1993.

## Plantillas

### 2014-2015
| Nombre             | Nacimiento | Nacionalidad |
| Jorge Soto         | 08/08/1986 | Uruguay      |
| Manuel Caraballo   | 13/12/1988 | Uruguay      |
| Anderson Maldonado | 17/10/1994 | Uruguay      |
| Ignacio Maldonado  | 03/04/1990 | Uruguay      |
| Pedro Monroy       | 20/03/1993 | Uruguay      |
| Fernando Méndez    | 07/11/1988 | Uruguay      |

### 2015-2016
| Nombre             | Nacimiento | Nacionalidad |
| Jorge Soto         | 08/08/1986 | Uruguay      |
| Roderyck Asconeguy | 20/06/1990 | Uruguay      |
| Emmanuel Yánez     | 23/02/1985 | Uruguay      |
| Ricardo Guedes     | 02/11/1972 | Uruguay      |
| Federico Castex    | 24/09/1991 | Uruguay      |
| Andrés Rivero      | 04/12/1996 | Uruguay      |